# 특별재판적
특별재판적(特別裁判籍)이란 보통재판적이 아닌 원고의 소송상 편의를 위하여 인정되는 토지관할이다.

## 판례
채권자가 사해행위취소의 소를 제기한 경우 채권자의 주된 목적은 사해행위의 취소 그 자체보다는 일탈한 책임재산의 회복에 있으므로 사해행위취소으 소에 있어서의 의무이행지는 '취소의 대상인 법률행위의 의무이행지'가 아니라 '취소로 인하여 형성되는 법률관계에 있어서의 의무이행지이다

## 같이 보기
- 재판적
- 보통재판적
- 대한민국 민사소송법 제21조